# Roger Mills County
Roger Mills County är ett administrativt område i delstaten Oklahoma, USA, med 3 647 invånare. Den administrativa huvudorten (county seat) är Cheyenne.

## Geografi
Enligt United States Census Bureau så har countyt en total area på 2 969 km². 2 957 km² av den arean är land och 12 km² är vatten.

### Angränsande countyn
- Ellis County - nord
- Dewey County - nordost
- Custer County - öst
- Beckham County - syd
- Wheeler County, Texas - sydväst
- Hemphill County, Texas - nordväst